# Фёдоровское (Пушкинский район)
Фёдоровское (изначально Федорово) — деревня в Пушкинском районе Московской области, неподалёку от города Красноармейска. Расстояние от города до деревни примерно 5 километров. Население — 123 чел. (2010).
Рядом с деревней (с западной стороны) проходит ветка Ярославского направления Московской железной дороги Софрино — Красноармейск. Станция носит название «Фёдоровское».
На противоположной стороне деревни — дорога, ведущая в одну сторону в село Путилово и далее в Красноармейск. В другую сторону — в село Барково и деревню Михайловское. Через деревню проходит дорога на дачные посёлки Маяк и Горизонт.

## История
В XIV веке деревня Федорово принадлежала сыну Никиты Рахманова (владелец села Нефедьевское), Александру Никитичу. Название впервые упомянуто в отводной грамоте «Александра Никитина сына Рахманова» в 1392—1427 гг.

## Транспорт
- 43 (Красноармейск — Михайловское)[3].

## Инфраструктура
В деревне есть магазин самообслуживания.
Кроме этого предполагается организация в деревне централизованного газоснабжения.
Ранее мимо деревни проходила линия УЖД.
В полутора километрах к северо-западу от платформы Фёдоровское начинается т. н. лыжня Мечтателей, проходящая по исключительно живописной местности до пл. Калистово (сев.). В настоящее время она является участком армейской спортивной лыжни Фрязино — Калистово.

## Население
| 1859 | 1890 | 1899 | 1926 | 2002 | 2006 | 2010 |
| ---- | ---- | ---- | ---- | ---- | ---- | ---- |
| 316  | ↘256 | →256 | ↗375 | ↘139 | ↗148 | ↘123 |